# Juvigny-sur-Orne
Juvigny-sur-Orne är en kommun i departementet Orne i regionen Normandie i nordvästra Frankrike. Kommunen ligger i kantonen Argentan-Est som tillhör arrondissementet Argentan. År 2022 hade Juvigny-sur-Orne 119 invånare.

## Befolkningsutveckling
Antalet invånare i kommunen Juvigny-sur-Orne
| Referens: INSEE |